# Cúp AFC 2023–24
Cúp AFC 2023–24 là mùa giải thứ 20 của Cúp AFC, giải đấu cấp câu lạc bộ hạng hai châu Á tổ chức bởi Liên đoàn bóng đá châu Á (AFC). Đây cũng là mùa cuối cùng mà giải đấu mang tên Cúp AFC, vì giải sẽ đổi tên thành AFC Champions League 2 từ mùa 2024–25.
Đây là mùa giải Cúp AFC đầu tiên và duy nhất thay đổi từ lịch trình xuyên năm sang lịch trình liên năm (mùa thu sang mùa xuân). Đội vô địch giải đấu tự động lọt vào vòng loại AFC Champions League Elite 2024–25 nếu đội đó không đủ điều kiện vào thẳng vòng bảng thông qua vị trí ở giải quốc nội.
Al-Seeb của Oman là đương kim vô địch sau khi lên ngôi lần đầu tiên ở giải đấu trước. Tuy nhiên, đội không thể bảo vệ danh hiệu do không đủ điều kiện tham dự thông qua vị trí ở giải quốc nội.
Central Coast Mariners của Úc giành chức vô địch giải đấu lần đầu tiên trong lịch sử sau khi đánh bại Al-Ahed của Liban trong trận chung kết tổng. Đồng thời, Úc trở thành quốc gia đầu tiên có các câu lạc bộ vô địch cả AFC Champions League và Cúp AFC, bên cạnh chức vô địch AFC Champions League 2014 của Western Sydney Wanderers.

## Phân bổ đội của các hiệp hội
47 hiệp hội thành viên AFC được xếp hạng dựa vào thành tích của các câu lạc bộ trong vòng bốn năm tại các giải đấu của AFC (thành tích tại Bảng xếp hạng FIFA không được tính). Các suất tham dự được phân bố dựa theo các tiêu chí sau:
- Các hiệp hội được chia thành năm khu vực (Điều khoản 5.1):
  - Tây Á bao gồm 12 hiệp hội từ Liên đoàn bóng đá Tây Á (WAFF).
  - Nam Á bao gồm 7 hiệp hội từ Liên đoàn bóng đá Nam Á (SAFF).
  - Trung Á bao gồm 6 hiệp hội từ Hiệp hội bóng đá Trung Á (CAFA).
  - ASEAN bao gồm 12 hiệp hội từ Liên đoàn bóng đá ASEAN (AFF).
  - Đông Á bao gồm 9 hiệp hội từ Liên đoàn bóng đá Đông Á (EAFF).
  - AFC có thể chuyển một hoặc nhiều hiệp hội sang khu vực khác nếu cần thiết.
- Ngoại trừ năm hiệp hội có suất dự AFC Champions League có thứ hạng cao nhất, các hiệp hội còn lại đều đủ điều kiện tham dự AFC Cup.
- Các đội từ các hiệp hội xếp hạng 6, 11 và 12 nếu bị loại khỏi vòng loại AFC Champions League sẽ tham dự vòng bảng AFC Cup (Điều khoản 3.2). Các quy tắc sau được áp dụng: 
  - Các hiệp hội xếp hạng 6 ở cả hai khu vực Tây Á và Đông Á được một suất vào vòng bảng AFC Cup mà không lấy suất của bất kỳ hiệp hội nào khác và không có thứ hạng tại bảng xếp hạng AFC Cup (Điều khoản 5.3).[6]
  - Nếu họ tham dự vòng bảng AFC Champions League, suất dự AFC Cup của họ sẽ được thay thế bởi một đội cùng hiệp hội xếp sau nếu đội thay thế cũng đủ điều kiện (Điều khoản 5.12).
  - Các quy tắc trên không áp dụng với đội vô địch AFC Champions League và AFC Cup lọt vào vòng loại AFC Champions League mà không đủ điều kiện tham dự thông qua vị trí tại giải quốc nội.
- Khu vực Tây Á và ASEAN có ba bảng ở vòng bảng, bao gồm 9 suất vào thẳng, với 3 suất còn lại được xác định bởi vòng loại (Điều khoản 5.2). Các suất tham dự của mỗi khu vực được phân bố như sau:
  - Các hiệp hội xếp hạng 1-3 có hai suất vào vòng bảng.
  - Các hiệp hội xếp hạng 4-6 có một suất vào vòng bảng và một suất vào vòng loại.
  - Các hiệp hội xếp hạng từ 7 trở đi có một suất vào vòng loại.
  - Khu vực có hiệp hội xếp hạng 6 tại bảng xếp hạng AFC Champions League, có một suất vào vòng bảng AFC Cup, sẽ có 10 suất vào thẳng, với 2 suất còn lại được xác định bởi vòng loại.
- Khu vực Nam Á, Trung Á và Đông Á mỗi khu vực có một bảng, bao gồm 3 suất vào thẳng, với suất còn lại được xác định bởi vòng loại (Điều khoản 5.2). Các suất tham dự của mỗi khu vực được phân bố như sau:[7]
  - Các hiệp hội xếp hạng 1-3 có một suất vào vòng bảng và một suất vào vòng loại.
  - Các hiệp hội xếp hạng từ 4 trở đi có một suất vào vòng loại.
  - Khu vực có hiệp hội xếp hạng 6 tại bảng xếp hạng AFC Champions League, có một suất vào vòng bảng AFC Cup, sẽ có 4 suất vào thẳng, và để đảm bảo cơ hội bình đẳng trong mỗi khu vực, khu vực đó sẽ có thêm một bảng đấu, với 4 suất còn lại được xác định bởi vòng loại (Điều khoản 5.4.1).
  - Nếu một khu vực có ít nhất 7 suất vào vòng loại, để đảm bảo cơ hội bình đẳng trong mỗi khu vực, khu vực đó sẽ có thêm một bảng đấu, với 5 suất còn lại được xác định bởi vòng loại (Điều khoản 5.4.2).
- Nếu một hiệp hội có suất vào thẳng không đáp ứng bất kỳ tiêu chí nào của AFC Cup, các suất vào thẳng của họ được chuyển thành suất vào vòng loại. Các suất vào thẳng được phân bố cho liên đoàn đủ điều kiện có thứ hạng cao nhất theo các tiêu chí sau (Điều khoản 5.7 và 5.8):
  - Với mỗi hiệp hội, số suất tham dự tối đa là 2 (Điều khoản 3.4 và 3.5).
  - Nếu một hiệp hội được phân bố thêm một suất vào vòng bảng, một suất vào vòng loại của họ sẽ bị hủy và không phân bố cho hiệp hội khác.
- Nếu một hiệp hội chỉ có suất vào vòng loại, kể cả những điều đã đề cập ở trên, không đáp ứng các tiêu chí tối thiểu của AFC, các suất vào vòng loại sẽ bị hủy và không phân bố cho hiệp hội khác (Điều khoản 5.10 và 5.11).
- Đối với mỗi hiệp hội, tổng số suất tối đa bằng một phần ba tổng số đội đủ điều kiện (ngoại trừ các đội nước ngoài) của giải quốc nội có thứ hạng cao nhất (Điều khoản 5.6). Nếu quy tắc này được áp dụng, các suất vào thẳng bị bỏ được phân phối lại theo các tiêu chí tương tự như đã đề cập ở trên, và các suất vào vòng loại của họ sẽ bị hủy và không phân bố cho hiệp hội khác (Điều khoản 9.10).
- Tất cả các đội tham dự phải được cấp phép dự AFC Champions League và AFC Cup, và ngoài những đội vô địch cúp quốc gia, kết thúc ở nửa trên của bảng xếp hạng giải vô địch quốc gia (Điều khoản 7.1 và 9.5). Nếu một hiệp hội không có đủ đội đáp ứng các tiêu chí trên, các suất vào thẳng bị bỏ được phân phối lại theo các tiêu chí tương tự như đã đề cập ở trên, và các suất vào vòng loại của họ sẽ bị hủy và không phân bố cho hiệp hội khác (Điều khoản 9.9).
- Nếu một đội được cấp phép từ chối tham dự, suất của họ, không kể vào vòng bảng hay vòng loại, sẽ bị hủy và không phân bố cho hiệp hội khác (Điều khoản 9.11).

### Bảng xếp hạng hiệp hội
| Tham dự AFC Cup 2023–24 | Tham dự AFC Cup 2023–24 |
| ----------------------- | ----------------------- |
|                         | Tham dự                 |
|                         | Không tham dự           |

| Hạng      | Hạng      | Hiệp hội Thành viên        | Điểm                       | Suất      | Suất     |
| Hạng      | Hạng      | Hiệp hội Thành viên        | Điểm                       | Vòng bảng | Play-off |
| Khu vực   | AFC       | Hiệp hội Thành viên        | Điểm                       | Vòng bảng | Play-off |
| --------- | --------- | -------------------------- | -------------------------- | --------- | -------- |
| –         | 10        | Jordan[JOR]                | 46.131                     | 1         | 0        |
| 1         | 13        | Iraq                       | 35.223                     | 2         | 0        |
| 2         | 18        | Liban                      | 23.618                     | 2         | 0        |
| 3         | 22        | Kuwait                     | 18.307                     | 2         | 0        |
| 4         | 25        | Bahrain                    | 16.812                     | 1         | 1        |
| 5         | 27        | Syria                      | 12.061                     | 1         | 1        |
| 6         | 31        | Palestine                  | 6.894                      | 0         | 0        |
| 7         | 34        | Oman                       | 5.264                      | 0         | 1        |
| 8         | 41        | Yemen                      | 0.000                      | 0         | 0        |
| Tổng cộng | Tổng cộng | Hiệp hội tham dự: tối đa 8 | Hiệp hội tham dự: tối đa 8 | 10        | 4        |
| Tổng cộng | Tổng cộng | Hiệp hội tham dự: tối đa 8 | Hiệp hội tham dự: tối đa 8 | 14        |          |

| Xếp hạng  | Xếp hạng  | Thành viên Hiệp hội             | Điểm                            | Xuất dự   | Xuất dự       | Xuất dự            | Xuất dự            | Xuất dự  |
| Xếp hạng  | Xếp hạng  | Thành viên Hiệp hội             | Điểm                            | Vòng bảng | Play-off      | Play-off           | Play-off           | Play-off |
| Khu vực   | AFC       | Thành viên Hiệp hội             | Điểm                            | Vòng bảng | Vòng play-off | Vòng sơ loại thứ 2 | Vòng sơ loại thứ 1 |          |
| --------- | --------- | ------------------------------- | ------------------------------- | --------- | ------------- | ------------------ | ------------------ | -------- |
| 1         | 17        | Ấn Độ                           | 25.290                          | 1         | 0             | 1                  | 0                  |          |
| 2         | 21        | Bangladesh                      | 19.452                          | 1         | 0             | 1                  | 0                  |          |
| 3         | 29        | Maldives                        | 7.853                           | 1         | 0             | 1                  | 0                  |          |
| 4         | 36        | Nepal                           | 1.513                           | 0         | 0             | 0                  | 1                  |          |
| 5         | 38        | Sri Lanka                       | 0.785                           | 0         | 0             | 0                  | 0                  |          |
| 6         | 39        | Bhutan                          | 0.611                           | 0         | 0             | 0                  | 1                  |          |
| 7         | 41        | Pakistan                        | 0.000                           | 0         | 0             | 0                  | 0                  |          |
| Tổng cộng | Tổng cộng | Các hiệp hội tham gia: tối đa 5 | Các hiệp hội tham gia: tối đa 5 | 3         | 0             | 3                  | 2                  |          |
| Tổng cộng | Tổng cộng | Các hiệp hội tham gia: tối đa 5 | Các hiệp hội tham gia: tối đa 5 | 3         | 5             |                    |                    |          |
| Tổng cộng | Tổng cộng | Các hiệp hội tham gia: tối đa 5 | Các hiệp hội tham gia: tối đa 5 | 8         |               |                    |                    |          |

| Xếp hạng  | Xếp hạng  | Thành viên Hiệp hội     | Điểm                    | Suất dự   | Suất dự       | Suất dự      | Suất dự |
| Xếp hạng  | Xếp hạng  | Thành viên Hiệp hội     | Điểm                    | Vòng bảng | Play-off      | Play-off     |         |
| Khu vực   | AFC       | Thành viên Hiệp hội     | Điểm                    | Vòng bảng | Vòng play-off | Vòng sơ loại |         |
| --------- | --------- | ----------------------- | ----------------------- | --------- | ------------- | ------------ | ------- |
| 1         | 12        | Tajikistan              | 37.323                  | 1         | 1             | 0            |         |
| 2         | 16        | Turkmenistan            | 27.871                  | 1         | 0             | 1            |         |
| 3         | 32        | Kyrgyzstan              | 5.962                   | 1         | 0             | 1            |         |
| 4         | 41        | Afghanistan             | 0.000                   | 0         | 0             | 0            |         |
| Tổng cộng | Tổng cộng | Các hiệp hội tham dự: 3 | Các hiệp hội tham dự: 3 | 3         | 1             | 2            |         |
| Tổng cộng | Tổng cộng | Các hiệp hội tham dự: 3 | Các hiệp hội tham dự: 3 | 3         | 3             |              |         |
| Tổng cộng | Tổng cộng | Các hiệp hội tham dự: 3 | Các hiệp hội tham dự: 3 | 6         |               |              |         |

| Xếp hạng  | Xếp hạng  | Thành viên Hiệp hội      | Điểm                     | Suất dự   | Suất dự       | Suất dự      | Suất dự |
| Xếp hạng  | Xếp hạng  | Thành viên Hiệp hội      | Điểm                     | Vòng bảng | Play-off      | Play-off     |         |
| Khu vực   | AFC       | Thành viên Hiệp hội      | Điểm                     | Vòng bảng | Vòng play-off | Vòng sơ loại |         |
| --------- | --------- | ------------------------ | ------------------------ | --------- | ------------- | ------------ | ------- |
| –         | 14        | Việt Nam[VIE]            | 34.937                   | 1         | 0             | 0            |         |
| 1         | 19        | Philippines              | 23.080                   | 2         | 0             | 0            |         |
| 2         | 20        | Malaysia                 | 21.087                   | 2         | 0             | 0            |         |
| 3         | 23        | Úc                       | 17.277                   | 2         | 0             | 0            |         |
| 4         | 24        | Singapore                | 17.016                   | 1         | 1             | 0            |         |
| 5         | 26        | Indonesia                | 15.960                   | 1         | 1             | 0            |         |
| 6         | 28        | Myanmar                  | 9.881                    | 1         | 0             | 1            |         |
| 7         | 33        | Campuchia                | 5.672                    | 0         | 0             | 1            |         |
| 8         | 37        | Lào                      | 0.843                    | 0         | 0             | 1            |         |
| 9         | 41        | Brunei                   | 0.000                    | 0         | 0             | 1            |         |
| 10        | 41        | Đông Timor               | 0.000                    | 0         | 0             | 0            |         |
| Tổng cộng | Tổng cộng | Các hiệp hội tham dự: 10 | Các hiệp hội tham dự: 10 | 10        | 2             | 4            |         |
| Tổng cộng | Tổng cộng | Các hiệp hội tham dự: 10 | Các hiệp hội tham dự: 10 | 10        | 6             |              |         |
| Tổng cộng | Tổng cộng | Các hiệp hội tham dự: 10 | Các hiệp hội tham dự: 10 | 16        |               |              |         |

| Hạng      | Hạng      | Hiệp hội Thành viên        | Điểm                       | Suất      | Suất     |
| Hạng      | Hạng      | Hiệp hội Thành viên        | Điểm                       | Vòng bảng | Play-off |
| Khu vực   | AFC       | Hiệp hội Thành viên        | Điểm                       | Vòng bảng | Play-off |
| --------- | --------- | -------------------------- | -------------------------- | --------- | -------- |
| 1         | 15        | CHDCND Triều Tiên          | 32.286                     | 0         | 0        |
| 2         | 30        | Ma Cao                     | 6.981                      | 1         | 1        |
| 3         | 35        | Đài Bắc Trung Hoa          | 4.072                      | 1         | 1        |
| 4         | 40        | Mông Cổ                    | 0.349                      | 1         | 0        |
| 5         | 41        | Guam                       | 0.000                      | 0         | 0        |
| 6         | 41        | Quần đảo Bắc Mariana       | 0.000                      | 0         | 0        |
| Tổng cộng | Tổng cộng | Hiệp hội tham dự: tối đa 3 | Hiệp hội tham dự: tối đa 3 | 3         | 2        |
| Tổng cộng | Tổng cộng | Hiệp hội tham dự: tối đa 3 | Hiệp hội tham dự: tối đa 3 | 5         |          |

Ghi chú
1. ^ Jordan (JOR): Jordan đang xếp thứ 6 ở khu vực phía Tây về suất dự AFC Champions League, và do đó được phân bổ một suất trực tiếp ở vòng bảng AFC Cup mà không lấy đi bất kỳ suất trực tiếp nào từ các hiệp hội khác.
2. ^ Việt Nam (VIE): Việt Nam đứng thứ 6 ở khu vực miền Đông về suất dự AFC Champions League, do đó không có câu lạc bộ nào có một suất trực tiếp ở vòng bảng AFC Cup mà không lấy đi suất trực tiếp nào từ các hiệp hội khác.

## Các đội tham dự
| Tây Á                          | Tây Á                           | Tây Á                        | Tây Á                  |
| ------------------------------ | ------------------------------- | ---------------------------- | ---------------------- |
| Al-Wehdat (2nd, CW, ACL PR)    | Al-Ahed (1st)                   | Al-Arabi (2nd-23)            | Jabal Al-Mukaber (1st) |
| Al-Zawraa (3rd)[Ghi chú IRQ]   | Nejmeh (2nd)                    | Al-Riffa (1st)               |                        |
| Al-Kahrabaa (5th)[Ghi chú IRQ] | Kuwait SC (1st-22, 1st-23)      | Al-Fotuwa (PW)               |                        |
| Nam Á                          |                                 |                              |                        |
| Odisha (PW)                    | Bashundhara Kings (1st, ACL PR) | Maziya (1st, CW)             |                        |
| Trung Á                        |                                 |                              |                        |
| Ravshan Kulob (2nd)            | Altyn Asyr (2nd)                | Abdysh-Ata Kant (1st, CW)    |                        |
| ASEAN                          |                                 |                              |                        |
| Hải Phòng (2nd, ACL PO)        | Terengganu (2nd)                | Central Coast Mariners (2nd) | Shan United (1st)      |
| DH Cebu (2nd)                  | Sabah (3rd)                     | Hougang United (CW)          |                        |
| Stallion Laguna (3rd)          | Macarthur (CW)                  | Bali United (PW, ACL PR)     |                        |
| Đông Á                         |                                 |                              |                        |
| CPK (1st, CW)                  | Thép Đài Loan (1st)             | Ulaanbaatar (1st)            |                        |

| Tây Á                 | Tây Á                  | Tây Á                               | Tây Á          |
| --------------------- | ---------------------- | ----------------------------------- | -------------- |
| Al-Khaldiya (CW)      | Al-Ittihad (CW)        | Shabab Al-Khalil (3rd)[Ghi chú PLE] | Al-Nahda (1st) |
| Nam Á                 |                        |                                     |                |
| Trung Á               |                        |                                     |                |
| Khujand (3rd)         |                        |                                     |                |
| ASEAN                 |                        |                                     |                |
| Tampines Rovers (3rd) | PSM Makassar (PW)      |                                     |                |
| Đông Á                |                        |                                     |                |
| Monte Carlo (2nd)     | Đài Trung Futuro (2nd) |                                     |                |

| Tây Á                            | Tây Á                       | Tây Á                 | Tây Á     |
| Nam Á                            | Nam Á                       | Nam Á                 | Nam Á     |
| -------------------------------- | --------------------------- | --------------------- | --------- |
| Mohun Bagan SG (PW)              | Abahani Limited Dhaka (2nd) | Club Eagles (2nd)     |           |
| Trung Á                          |                             |                       |           |
| Merw (3rd)                       | Alay (2nd)                  |                       |           |
| ASEAN                            |                             |                       |           |
| Yangon United (2nd)[Ghi chú MYA] | Phnom Penh Crown (1st)      | Young Elephants (1st) | DPMM (CW) |
| Đông Á                           |                             |                       |           |

| Tây Á                         | Tây Á      | Tây Á | Tây Á |
| Nam Á                         | Nam Á      | Nam Á | Nam Á |
| ----------------------------- | ---------- | ----- | ----- |
| Machhindra (2nd)[Ghi chú NEP] | Paro (1st) |       |       |
| Trung Á                       |            |       |       |
| ASEAN                         |            |       |       |
| Đông Á                        |            |       |       |

## Lịch thi đấu
Dưới đây là lịch thi đấu của giải.
| Giai đoạn                | Vòng thi đấu           | Ngày bốc thăm        | Lượt đi                                                                      | Lượt về                                                                      |
| ------------------------ | ---------------------- | -------------------- | ---------------------------------------------------------------------------- | ---------------------------------------------------------------------------- |
| Vòng loại                | Vòng sơ loại 1         | Không bốc thăm       | 8 tháng 8 năm 2023 (S)                                                       | 8 tháng 8 năm 2023 (S)                                                       |
| Vòng loại                | Vòng sơ loại 2         | Không bốc thăm       | 15–16 tháng 8 năm 2023 (C, S, A)                                             | 15–16 tháng 8 năm 2023 (C, S, A)                                             |
| Vòng loại                | Vòng play-off          | Không bốc thăm       | 22–23 tháng 8 2023 (W, C, S, A, E)                                           | 22–23 tháng 8 2023 (W, C, S, A, E)                                           |
| Vòng bảng                | Lượt trận 1            | 24 tháng 8 năm 2023  | 18–19 tháng 9 2023 (W, S); 21 tháng 9 năm 2023 (C, A, E)                     | 18–19 tháng 9 2023 (W, S); 21 tháng 9 năm 2023 (C, A, E)                     |
| Vòng bảng                | Lượt trận 2            | 24 tháng 8 năm 2023  | 2–3 tháng 10 năm 2023 (W, S); 4–5 tháng 10 năm 2023 (C, A, E)                | 2–3 tháng 10 năm 2023 (W, S); 4–5 tháng 10 năm 2023 (C, A, E)                |
| Vòng bảng                | Lượt trận 3            | 24 tháng 8 năm 2023  | 23–24 tháng 10 năm 2023 (W, S); 25–26 tháng 10 năm 2023 (C, A, E)            | 23–24 tháng 10 năm 2023 (W, S); 25–26 tháng 10 năm 2023 (C, A, E)            |
| Vòng bảng                | Lượt trận 4            | 24 tháng 8 năm 2023  | 6–7 tháng 11 năm 2023 (W, S); 8–9 tháng 11 năm 2023 (C, A, E)                | 6–7 tháng 11 năm 2023 (W, S); 8–9 tháng 11 năm 2023 (C, A, E)                |
| Vòng bảng                | Lượt trận 5            | 24 tháng 8 năm 2023  | 27–28 tháng 11 năm 2023 (W, S); 29–30 tháng 11 năm 2023 (C, A, E)            | 27–28 tháng 11 năm 2023 (W, S); 29–30 tháng 11 năm 2023 (C, A, E)            |
| Vòng bảng                | Lượt trận 6            | 24 tháng 8 năm 2023  | 11–12 tháng 12 năm 2023 (W, S); 13–14 tháng 12 năm 2023 (C, A, E)            | 11–12 tháng 12 năm 2023 (W, S); 13–14 tháng 12 năm 2023 (C, A, E)            |
| Giai đoạn loại trực tiếp | Bán kết khu vực        | 24 tháng 8 năm 2023  | 12–13 tháng 2 năm 2024 (W)                                                   | 19–20 tháng 2 năm 2024 (W)                                                   |
| Giai đoạn loại trực tiếp | Bán kết khu vực        | 24 tháng 8 năm 2023  | 5–6 tháng 2 năm 2024 (A)                                                     |                                                                              |
| Giai đoạn loại trực tiếp | Chung kết khu vực      | 28 tháng 12 năm 2023 | 16 tháng 4 năm 2024 (W); 13 tháng 2 năm 2024 (S); 14 tháng 2 năm 2024 (C, E) | 23 tháng 4 năm 2024 (W); 20 tháng 2 năm 2024 (S); 21 tháng 2 năm 2024 (C, E) |
| Giai đoạn loại trực tiếp | Chung kết khu vực      | 28 tháng 12 năm 2023 | 22 tháng 2 năm 2024 (A)                                                      |                                                                              |
| Giai đoạn loại trực tiếp | Bán kết liên khu vực   | 28 tháng 12 năm 2023 | 6–7 tháng 3 năm 2024                                                         | 13–14 tháng 3 năm 2024                                                       |
| Giai đoạn loại trực tiếp | Chung kết liên khu vực | 28 tháng 12 năm 2023 | 17 tháng 4 năm 2024                                                          | 24 tháng 4 năm 2024                                                          |
| Giai đoạn loại trực tiếp | Chung kết              | 28 tháng 12 năm 2023 | 5 tháng 5 năm 2024                                                           | 5 tháng 5 năm 2024                                                           |

## Vòng loại

### Vòng sơ loại 1
| Đội 1      | Tỉ số | Đội 2 |
| ---------- | ----- | ----- |
| Machhindra | 3–2   | Paro  |

### Vòng sơ loại 2
| Đội 1          | Tỉ số | Đội 2       |
| -------------- | ----- | ----------- |
| Mohun Bagan SG | 3–1   | Machhindra  |
| Dhaka Abahani  | 2–1   | Club Eagles |

| Đội 1 | Tỉ số | Đội 2 |
| ----- | ----- | ----- |
| Merw  | 1–0   | Alay  |

| Đội 1            | Tỉ số | Đội 2           |
| ---------------- | ----- | --------------- |
| Phnom Penh Crown | 3–0   | Young Elephants |
| Yangon United    | 2–1   | DPMM            |

### Vòng play-off
| Đội 1       | Tỉ số | Đội 2            |
| ----------- | ----- | ---------------- |
| Al-Khaldiya | 2–3   | Al-Nahda         |
| Al-Ittihad  | 2–1   | Shabab Al-Khalil |

| Đội 1          | Tỉ số | Đội 2         |
| -------------- | ----- | ------------- |
| Mohun Bagan SG | 3–1   | Dhaka Abahani |

| Đội 1   | Tỉ số | Đội 2     |
| ------- | ----- | --------- |
| Khujand | 1–2   | Merw Mary |

| Đội 1           | Tỉ số | Đội 2            |
| --------------- | ----- | ---------------- |
| Tampines Rovers | 2–3   | Phnom Penh Crown |
| PSM Makassar    | 4–0   | Yangon United    |

| Đội 1       | Tỉ số | Đội 2            |
| ----------- | ----- | ---------------- |
| Monte Carlo | 1–2   | Đài Trung Futuro |

## Vòng bảng
Lễ bốc thăm chia bảng sẽ diễn ra vào ngày 24 tháng 8 năm 2023 tại trụ sở AFC ở Kuala Lumpur, Malaysia. 36 đội bóng được chia ra làm 9 bảng, mỗi bảng 4 đội: 3 bảng ở khu vực Tây Á (Bảng A–C), 3 bảng ở khu vực Đông Nam Á (Bảng F–H), 1 bảng ở khu vực Trung Á (Bảng D), 1 bảng ở khu vực Nam Á (Bảng E) và 1 bảng ở khu vực Đông Á (Bảng I). Đối với mỗi khu vực, các đội được xếp hạt giống vào bốn nhóm và được bốc thăm vào các vị trí liên quan trong mỗi bảng, dựa trên thứ hạng hiệp hội và hạt giống trong hiệp hội của họ. Các đội đến từ cùng một hiệp hội ở khu vực Tây Á và khu vực Đông Nam Á không được bốc thăm chung bảng.

Ở vòng bảng, mỗi bảng sẽ thi đấu theo thể thức vòng tròn 2 lượt. Những đội sau sẽ đi tiếp vào vòng đấu loại trực tiếp:
- Các đội nhất bảng và nhì bảng xuất sắc nhất ở Khu vực Tây Á và Đông Nam Á sẽ đi tiếp vào bán kết khu vực.
- Các đội nhất bảng của Khu vực Trung Á, Nam Á và Đông Á sẽ đi tiếp vào bán kết liên khu vực.

| Tiêu chí |
| --- |
| Các đội được xếp hạng theo điểm (3 điểm cho mỗi trận thắng, 1 điểm cho mỗi trận hòa, 0 điểm cho 1 trận thua). Nếu bằng điểm nhau, các tiêu chí phân hạng sẽ được áp dụng theo thứ tự sau (Điều lệ Khoản 10.5): 1. Điểm trong những trận đối đầu trực tiếp giữa các đội; 2. Hiệu số bàn thắng thua trong những trận đối đầu trực tiếp giữa các đội; 3. Số bàn thắng ghi được trong những trận đối đầu trực tiếp giữa các đội; 4. Nếu có nhiều hơn hai đội bằng điểm, và sau khi xét hết tất cả những tiêu chí đối đầu trên, 1 tập hợp các đội vẫn có chỉ số bằng nhau, tất cả các tiêu chí đối đầu trên sẽ được tái áp dụng riêng cho tập hợp này; 5. Hiệu số bàn thắng thua trong tất cả các trận đấu vòng bảng; 6. Số bàn thắng ghi được trong tất cả các trận đấu vòng bảng; 7. Sút luân lưu nếu chỉ có hai đội thi đấu với nhau trong lượt trận cuối của vòng bảng có các chỉ số bằng nhau; 8. Điểm fair-play (thẻ vàng = –1 điểm, thẻ đỏ gián tiếp = –3 điểm, thẻ đỏ trực tiếp = –3 điểm, thẻ vàng tiếp theo là thẻ đỏ trực tiếp = –4 điểm); 9. Bảng xếp hạng hiệp hội; 10. Bốc thăm. |

### Bảng A
| VT | Đội              | ST | T | H | B | BT | BB | HS | Đ | Giành quyền tham dự |  | NAH      | AHD     | FOT | JAB      |
| -- | ---------------- | -- | - | - | - | -- | -- | -- | - | ------------------- |  | -------- | ------- | --- | -------- |
| 1  | Al-Nahda         | 4  | 3 | 0 | 1 | 6  | 4  | +2 | 9 | Bán kết khu vực     |  | —        | 2–1     | 2–1 | 4–0      |
| 2  | Al-Ahed          | 4  | 2 | 0 | 2 | 5  | 5  | 0  | 6 | Bán kết khu vực     |  | 2–1      | —       | 2–1 | 23 tg 10 |
| 3  | Al-Fotuwa        | 4  | 1 | 0 | 3 | 3  | 5  | −2 | 3 |                     |  | 0–1      | 1–0     | —   | 27 tg 11 |
| 4  | Jabal Al-Mukaber | 0  | 0 | 0 | 0 | 0  | 0  | 0  | 0 | Rút lui             |  | 12 tg 12 | 6 tg 11 | 1–0 | —        |

1. ↑  Vào ngày 26 tháng 11 năm 2023, Jabal Al-Mukaber thông báo rút lui khỏi giải đấu vì chiến tranh Israel−Hamas.[11]

### Bảng B
| VT | Đội         | ST | T | H | B | BT | BB | HS | Đ  | Giành quyền tham dự |     | KAH | WEH | KUW | ITH |
| -- | ----------- | -- | - | - | - | -- | -- | -- | -- | ------------------- | --- | --- | --- | --- | --- |
| 1  | Al-Kahrabaa | 6  | 4 | 1 | 1 | 10 | 5  | +5 | 13 | Bán kết khu vực     |     | —   | 3–1 | 0–0 | 3–1 |
| 2  | Al-Wehdat   | 6  | 3 | 1 | 2 | 10 | 7  | +3 | 10 |                     |     | 3–1 | —   | 1–1 | 2–0 |
| 3  | Kuwait SC   | 6  | 1 | 4 | 1 | 5  | 5  | 0  | 7  |                     | 0–1 | 2–1 | —   | 1–1 |     |
| 4  | Al-Ittihad  | 6  | 0 | 2 | 4 | 3  | 11 | −8 | 2  |                     | 0–2 | 0–2 | 1–1 | —   |     |

### Bảng C
| VT | Đội       | ST | T | H | B | BT | BB | HS  | Đ  | Giành quyền tham dự |     | RIF | ZAW | ARA | NEJ |
| -- | --------- | -- | - | - | - | -- | -- | --- | -- | ------------------- | --- | --- | --- | --- | --- |
| 1  | Al-Riffa  | 6  | 4 | 1 | 1 | 15 | 5  | +10 | 13 | Bán kết khu vực     |     | —   | 1–1 | 2–1 | 6–1 |
| 2  | Al-Zawraa | 6  | 3 | 2 | 1 | 11 | 7  | +4  | 11 |                     |     | 2–1 | —   | 1–2 | 4–1 |
| 3  | Al-Arabi  | 6  | 2 | 2 | 2 | 6  | 8  | −2  | 8  |                     | 0–3 | 1–1 | —   | 0–0 |     |
| 4  | Nejmeh    | 6  | 0 | 1 | 5 | 4  | 16 | −12 | 1  |                     | 0–2 | 1–2 | 1–2 | —   |     |

### Bảng D
| VT | Đội               | ST | T | H | B | BT | BB | HS | Đ  | Giành quyền tham dự  |     | ODI | BAS | MHB | MAZ |
| -- | ----------------- | -- | - | - | - | -- | -- | -- | -- | -------------------- | --- | --- | --- | --- | --- |
| 1  | Odisha            | 6  | 4 | 0 | 2 | 17 | 12 | +5 | 12 | Bán kết liên khu vực |     | —   | 1–0 | 0–4 | 6–1 |
| 2  | Bashundhara Kings | 6  | 3 | 1 | 2 | 10 | 10 | 0  | 10 |                      |     | 3–2 | —   | 2–1 | 2–1 |
| 3  | Mohun Bagan SG    | 6  | 2 | 1 | 3 | 11 | 11 | 0  | 7  |                      | 2–5 | 2–2 | —   | 2–1 |     |
| 4  | Maziya            | 6  | 2 | 0 | 4 | 9  | 14 | −5 | 6  |                      | 2–3 | 3–1 | 1–0 | —   |     |

### Bảng E
| VT | Đội             | ST | T | H | B | BT | BB | HS  | Đ  | Giành quyền tham dự  |     | AAK | ALT | RVK | MWM |
| -- | --------------- | -- | - | - | - | -- | -- | --- | -- | -------------------- | --- | --- | --- | --- | --- |
| 1  | Abdysh-Ata Kant | 6  | 5 | 1 | 0 | 18 | 6  | +12 | 16 | Bán kết liên khu vực |     | —   | 3–0 | 1–0 | 8–3 |
| 2  | Altyn Asyr      | 6  | 3 | 1 | 2 | 7  | 9  | −2  | 10 |                      |     | 2–4 | —   | 1–1 | 1–0 |
| 3  | Ravshan Kulob   | 6  | 0 | 3 | 3 | 2  | 5  | −3  | 3  |                      | 0–1 | 0–1 | —   | 0–0 |     |
| 4  | Merw            | 6  | 0 | 3 | 3 | 6  | 13 | −7  | 3  |                      | 1–1 | 1–2 | 1–1 | —   |     |

### Bảng F
| VT | Đội              | ST | T | H | B | BT | BB | HS  | Đ  | Giành quyền tham dự |     | MAC | PHN | DHC | SHN |
| -- | ---------------- | -- | - | - | - | -- | -- | --- | -- | ------------------- | --- | --- | --- | --- | --- |
| 1  | Macarthur        | 6  | 5 | 0 | 1 | 23 | 5  | +18 | 15 | Bán kết khu vực     |     | —   | 5–0 | 8–2 | 4–0 |
| 2  | Phnom Penh Crown | 6  | 4 | 0 | 2 | 15 | 7  | +8  | 12 | Bán kết khu vực     |     | 3–0 | —   | 4–0 | 4–0 |
| 3  | DH Cebu          | 6  | 1 | 1 | 4 | 4  | 19 | −15 | 4  |                     |     | 0–3 | 0–3 | —   | 1–0 |
| 4  | Shan United      | 6  | 1 | 1 | 4 | 3  | 14 | −11 | 4  |                     | 0–3 | 2–1 | 1–1 | —   |     |

1. 1 2  Điểm đối đầu: DH Cebu 4, Shan United 1.

### Bảng G
| VT | Đội                    | ST | T | H | B | BT | BB | HS  | Đ  | Giành quyền tham dự |     | CCM | TER | BAL | STA |
| -- | ---------------------- | -- | - | - | - | -- | -- | --- | -- | ------------------- | --- | --- | --- | --- | --- |
| 1  | Central Coast Mariners | 6  | 4 | 1 | 1 | 21 | 7  | +14 | 13 | Bán kết khu vực     |     | —   | 1–1 | 6–3 | 9–1 |
| 2  | Terengganu             | 6  | 3 | 3 | 0 | 10 | 6  | +4  | 12 |                     |     | 1–0 | —   | 2–0 | 2–2 |
| 3  | Bali United            | 6  | 2 | 1 | 3 | 15 | 15 | 0   | 7  |                     | 1–2 | 1–1 | —   | 5–2 |     |
| 4  | Stallion Laguna        | 6  | 0 | 1 | 5 | 9  | 27 | −18 | 1  |                     | 0–3 | 2–3 | 2–5 | —   |     |

### Bảng H
| VT | Đội            | ST | T | H | B | BT | BB | HS  | Đ  | Giành quyền tham dự |     | SAB | HAI | PSM | HOU |
| -- | -------------- | -- | - | - | - | -- | -- | --- | -- | ------------------- | --- | --- | --- | --- | --- |
| 1  | Sabah          | 6  | 4 | 0 | 2 | 19 | 9  | +10 | 12 | Bán kết khu vực     |     | —   | 4–1 | 1–3 | 3–1 |
| 2  | Hải Phòng      | 6  | 3 | 1 | 2 | 13 | 9  | +4  | 10 |                     |     | 3–2 | —   | 3–0 | 4–0 |
| 3  | PSM Makassar   | 6  | 3 | 1 | 2 | 10 | 12 | −2  | 10 |                     | 0–5 | 1–1 | —   | 3–1 |     |
| 4  | Hougang United | 6  | 1 | 0 | 5 | 6  | 18 | −12 | 3  |                     | 1–4 | 2–1 | 1–3 | —   |     |

1. 1 2  Điểm đối đầu: Hải Phòng 4, PSM Makassar 1.

### Bảng I
| VT | Đội              | ST | T | H | B | BT | BB | HS | Đ  | Giành quyền tham dự  |     | TAI | ULA | TAS | CPK |
| -- | ---------------- | -- | - | - | - | -- | -- | -- | -- | -------------------- | --- | --- | --- | --- | --- |
| 1  | Đài Trung Futuro | 6  | 4 | 0 | 2 | 8  | 8  | 0  | 12 | Bán kết liên khu vực |     | —   | 1–2 | 2–1 | 1–0 |
| 2  | Ulaanbaatar      | 6  | 4 | 0 | 2 | 7  | 7  | 0  | 12 |                      |     | 0–2 | —   | 3–1 | 1–0 |
| 3  | Thép Đài Loan    | 6  | 3 | 0 | 3 | 15 | 12 | +3 | 9  |                      | 5–1 | 3–0 | —   | 4–2 |     |
| 4  | CPK              | 6  | 1 | 0 | 5 | 6  | 9  | −3 | 3  |                      | 0–1 | 0–1 | 4–1 | —   |     |

1. 1 2  Bằng nhau về điểm đối đầu. Hiệu số bàn thắng bại đối đầu: Đài Trung Futuro +1, Ulaanbaatar –1.

### Xếp hạng các đội nhì bảng

###### Khu vực Tây Á
Vì bảng A chỉ còn lại ba đội sau khi Jabal Al-Mukaber rút lui nên kết quả đối đầu giữa các đội nhì với các đội đứng thứ tư ở hai bảng B và C sẽ không được tính trong bảng xếp hạng này.

| VT | Bg | Đội       | ST | T | H | B | BT | BB | HS | Đ | Giành quyền tham dự |
| -- | -- | --------- | -- | - | - | - | -- | -- | -- | - | ------------------- |
| 1  | A  | Al-Ahed   | 4  | 2 | 0 | 2 | 5  | 5  | 0  | 6 | Bán kết khu vực     |
| 2  | C  | Al-Zawraa | 4  | 1 | 2 | 1 | 5  | 5  | 0  | 5 |                     |
| 3  | B  | Al-Wehdat | 4  | 1 | 1 | 2 | 6  | 7  | −1 | 4 |                     |

###### Khu vực Đông Nam Á
| VT | Bg | Đội              | ST | T | H | B | BT | BB | HS | Đ  | Giành quyền tham dự |
| -- | -- | ---------------- | -- | - | - | - | -- | -- | -- | -- | ------------------- |
| 1  | F  | Phnom Penh Crown | 6  | 4 | 0 | 2 | 15 | 7  | +8 | 12 | Bán kết khu vực     |
| 2  | G  | Terengganu       | 6  | 3 | 3 | 0 | 10 | 6  | +4 | 12 |                     |
| 3  | H  | Hải Phòng        | 6  | 3 | 1 | 2 | 13 | 9  | +4 | 10 |                     |

## Vòng đấu loại trực tiếp
Ở vòng đấu loại trực tiếp, 11 đội sẽ thi đấu loại trực tiếp. Mỗi cặp đấu sẽ diễn ra theo thể thức hai lượt trên sân nhà và sân khách, trừ vòng bán kết, chung kết khu vực Đông Nam Á và trận chung kết tổng chỉ thi đấu một trận. Hiệp phụ và loạt sút luân lưu sẽ được sử dụng để quyết định đội thắng cuộc nếu cần thiết. Luật bàn thắng sân khách đã bị AFC loại bỏ khỏi tất cả các giải đấu cấp câu lạc bộ của AFC kể từ mùa giải 2023–24 (Quy định Điều 11.3).
Lễ bốc thăm chung kết khu vực và bán kết liên khu vực được tổ chức vào lúc 14:00 MYT (UTC+8) ngày 28 tháng 12 năm 2023 tại Tòa nhà AFC ở Kuala Lumpur, Malaysia.

### Sơ đồ
|  |                        |                        |                        |                        |                  |                  |   |                                 |                                 |                                 |                                 |                   |   |                        |                        |                        |                        |                        |                      |   |   |                        |                        |                        |                        |                        |  |  |                |                |                |
|  | Bán kết khu vực        | Bán kết khu vực        | Bán kết khu vực        | Bán kết khu vực        | Bán kết khu vực  |                  |   | Chung kết khu vực               | Chung kết khu vực               | Chung kết khu vực               | Chung kết khu vực               | Chung kết khu vực |   |                        | Bán kết liên khu vực   | Bán kết liên khu vực   | Bán kết liên khu vực   | Bán kết liên khu vực   | Bán kết liên khu vực |   |   | Chung kết liên khu vực | Chung kết liên khu vực | Chung kết liên khu vực | Chung kết liên khu vực | Chung kết liên khu vực |  |  | Chung kết tổng | Chung kết tổng | Chung kết tổng |
|  | Bán kết khu vực        | Bán kết khu vực        | Bán kết khu vực        | Bán kết khu vực        | Bán kết khu vực  |                  |   | Chung kết khu vực               | Chung kết khu vực               | Chung kết khu vực               | Chung kết khu vực               | Chung kết khu vực |   |                        | Bán kết liên khu vực   | Bán kết liên khu vực   | Bán kết liên khu vực   | Bán kết liên khu vực   | Bán kết liên khu vực |   |   | Chung kết liên khu vực | Chung kết liên khu vực | Chung kết liên khu vực | Chung kết liên khu vực | Chung kết liên khu vực |  |  | Chung kết tổng | Chung kết tổng | Chung kết tổng |
|  |                        |                        |                        |                        |                  |                  |   |                                 |                                 |                                 |                                 |                   |   |                        |                        |                        |                        |                        |                      |   |   |                        |                        |                        |                        |                        |  |  |                |                |                |
|  |                        |                        |                        |                        |                  |                  |   |                                 |                                 |                                 |                                 |                   |   |                        |                        |                        |                        |                        |                      |   |   |                        |                        |                        |                        |                        |  |  |                |                |                |
|  | Al-Riffa               | Al-Riffa               | 1                      | 1                      | 2                |                  |   |                                 |                                 |                                 |                                 |                   |   |                        |                        |                        |                        |                        |                      |   |   |                        |                        |                        |                        |                        |  |  |                |                |                |
|  | Al-Riffa               | Al-Riffa               | 1                      | 1                      | 2                |                  |   |                                 |                                 |                                 |                                 |                   |   |                        |                        |                        |                        |                        |                      |   |   |                        |                        |                        |                        |                        |  |  |                |                |                |
|  | Al-Nahda (s.h.p.)      | Al-Nahda (s.h.p.)      | 1                      | 3                      | 4                |                  |   |                                 |                                 |                                 |                                 |                   |   |                        |                        |                        |                        |                        |                      |   |   |                        |                        |                        |                        |                        |  |  |                |                |                |
|  | Al-Nahda (s.h.p.)      | Al-Nahda (s.h.p.)      | 1                      | 3                      | 4                |                  |   | Al-Nahda                        | Al-Nahda                        | 0                               | 2                               | 2                 |   |                        |                        |                        |                        |                        |                      |   |   |                        |                        |                        |                        |                        |  |  |                |                |                |
|  |                        |                        |                        |                        |                  |                  |   | Al-Nahda                        | Al-Nahda                        | 0                               | 2                               | 2                 |   |                        |                        |                        |                        |                        |                      |   |   |                        |                        |                        |                        |                        |  |  |                |                |                |
|  | Al-Ahed (p)            | Al-Ahed (p)            | 0                      | 1                      | 1 (4)            |                  |   | Al-Ahed                         | Al-Ahed                         | 1                               | 2                               | 3                 |   |                        |                        |                        |                        |                        |                      |   |   |                        |                        |                        |                        |                        |  |  |                |                |                |
|  | Al-Ahed (p)            | Al-Ahed (p)            | 0                      | 1                      | 1 (4)            |                  |   | Al-Ahed                         | Al-Ahed                         | 1                               | 2                               | 3                 |   |                        |                        |                        |                        |                        |                      |   |   |                        |                        |                        |                        |                        |  |  |                |                |                |
|  | Al-Kahrabaa            | Al-Kahrabaa            | 1                      | 0                      | 1 (2)            |                  |   |                                 |                                 |                                 |                                 |                   |   |                        |                        |                        |                        |                        |                      |   |   |                        |                        |                        |                        |                        |  |  |                |                |                |
|  | Al-Kahrabaa            | Al-Kahrabaa            | 1                      | 0                      | 1 (2)            |                  |   |                                 |                                 |                                 |                                 |                   |   |                        |                        |                        |                        |                        |                      |   |   |                        |                        |                        |                        |                        |  |  |                |                |                |
|  |                        |                        |                        |                        |                  |                  |   |                                 |                                 |                                 |                                 |                   |   |                        |                        |                        |                        |                        |                      |   |   |                        |                        |                        |                        |                        |  |  |                |                |                |
|  |                        |                        |                        |                        |                  |                  |   |                                 |                                 |                                 |                                 |                   |   |                        |                        |                        |                        |                        |                      |   |   |                        |                        |                        |                        |                        |  |  |                |                |                |
|  |                        |                        |                        |                        |                  |                  |   |                                 |                                 |                                 |                                 |                   |   |                        |                        |                        |                        |                        |                      |   |   |                        |                        |                        |                        |                        |  |  |                |                |                |
|  |                        |                        |                        |                        |                  |                  |   |                                 |                                 |                                 |                                 |                   |   |                        |                        |                        |                        |                        |                      |   |   |                        |                        |                        |                        |                        |  |  |                |                |                |
|  |                        |                        |                        |                        |                  |                  |   |                                 |                                 |                                 |                                 |                   |   | Al-Ahed                | Al-Ahed                | 0                      |                        |                        |                      |   |   |                        |                        |                        |                        |                        |  |  |                |                |                |
|  |                        |                        |                        |                        |                  |                  |   |                                 |                                 |                                 |                                 |                   |   | Al-Ahed                | Al-Ahed                | 0                      |                        |                        |                      |   |   |                        |                        |                        |                        |                        |  |  |                |                |                |
|  |                        |                        |                        |                        | Abdysh-Ata Kant  | Abdysh-Ata Kant  | 5 | 3                               | 8                               |                                 |                                 |                   |   | Central Coast Mariners | Central Coast Mariners | 1                      |                        |                        |                      |   |   |                        |                        |                        |                        |                        |  |  |                |                |                |
|  |                        |                        |                        |                        | Abdysh-Ata Kant  | Abdysh-Ata Kant  | 5 | 3                               | 8                               |                                 |                                 |                   |   |                        |                        |                        |                        |                        |                      |   |   |                        |                        |                        |                        |                        |  |  |                |                |                |
|  |                        |                        |                        |                        | Đài Trung Futuro | Đài Trung Futuro | 0 | 1                               | 1                               |                                 |                                 |                   |   |                        |                        |                        |                        |                        |                      |   |   |                        |                        |                        |                        |                        |  |  |                |                |                |
|  |                        |                        |                        |                        | Đài Trung Futuro | Đài Trung Futuro | 0 | 1                               | 1                               |                                 |                                 |                   |   |                        |                        |                        |                        |                        |                      |   |   |                        |                        |                        |                        |                        |  |  |                |                |                |
|  |                        |                        |                        |                        |                  |                  |   |                                 |                                 |                                 |                                 |                   |   |                        |                        |                        |                        |                        |                      |   |   |                        |                        |                        |                        |                        |  |  |                |                |                |
|  |                        |                        |                        |                        |                  |                  |   |                                 |                                 |                                 |                                 |                   |   |                        |                        |                        |                        |                        |                      |   |   |                        |                        |                        |                        |                        |  |  |                |                |                |
|  | Macarthur              | Macarthur              | Macarthur              | Macarthur              | 3                |                  |   |                                 |                                 |                                 |                                 |                   |   |                        |                        |                        |                        |                        |                      |   |   |                        |                        |                        |                        |                        |  |  |                |                |                |
|  | Macarthur              | Macarthur              | Macarthur              | Macarthur              | 3                |                  |   |                                 |                                 |                                 |                                 |                   |   |                        |                        |                        | Abdysh-Ata Kant        | Abdysh-Ata Kant        | 1                    | 0 | 1 |                        |                        |                        |                        |                        |  |  |                |                |                |
|  | Sabah                  | Sabah                  | Sabah                  | Sabah                  | 0                |                  |   |                                 |                                 |                                 |                                 |                   |   |                        |                        |                        | Abdysh-Ata Kant        | Abdysh-Ata Kant        | 1                    | 0 | 1 |                        |                        |                        |                        |                        |  |  |                |                |                |
|  | Sabah                  | Sabah                  | Sabah                  | Sabah                  | 0                |                  |   | Macarthur                       | Macarthur                       | Macarthur                       | Macarthur                       | 2                 |   |                        |                        |                        | Central Coast Mariners | Central Coast Mariners | 1                    | 3 | 4 |                        |                        |                        |                        |                        |  |  |                |                |                |
|  |                        |                        |                        |                        |                  |                  |   | Macarthur                       | Macarthur                       | Macarthur                       | Macarthur                       | 2                 |   |                        |                        |                        |                        |                        |                      | 3 | 4 |                        |                        |                        |                        |                        |  |  |                |                |                |
|  | Central Coast Mariners | Central Coast Mariners | Central Coast Mariners | Central Coast Mariners | 4                |                  |   | Central Coast Mariners (s.h.p.) | Central Coast Mariners (s.h.p.) | Central Coast Mariners (s.h.p.) | Central Coast Mariners (s.h.p.) | 3                 |   |                        |                        |                        |                        |                        |                      |   |   |                        |                        |                        |                        |                        |  |  |                |                |                |
|  | Central Coast Mariners | Central Coast Mariners | Central Coast Mariners | Central Coast Mariners | 4                |                  |   | Central Coast Mariners (s.h.p.) | Central Coast Mariners (s.h.p.) | Central Coast Mariners (s.h.p.) | Central Coast Mariners (s.h.p.) | 3                 |   |                        |                        |                        |                        |                        |                      |   |   |                        |                        |                        |                        |                        |  |  |                |                |                |
|  | Phnom Penh Crown       | Phnom Penh Crown       | Phnom Penh Crown       | Phnom Penh Crown       | 0                |                  |   |                                 |                                 |                                 |                                 |                   |   |                        | Central Coast Mariners | Central Coast Mariners | 4                      | 0                      | 4                    |   |   |                        |                        |                        |                        |                        |  |  |                |                |                |
|  | Phnom Penh Crown       | Phnom Penh Crown       | Phnom Penh Crown       | Phnom Penh Crown       | 0                |                  |   |                                 |                                 |                                 |                                 |                   |   |                        | Central Coast Mariners | Central Coast Mariners | 4                      | 0                      | 4                    |   |   |                        |                        |                        |                        |                        |  |  |                |                |                |
|  |                        |                        |                        |                        |                  |                  |   |                                 |                                 | Odisha                          | Odisha                          | 0                 | 0 | 0                      |                        |                        |                        |                        |                      |   |   |                        |                        |                        |                        |                        |  |  |                |                |                |
|  |                        |                        |                        |                        |                  |                  |   |                                 |                                 | Odisha                          | Odisha                          | 0                 | 0 | 0                      |                        |                        |                        |                        |                      |   |   |                        |                        |                        |                        |                        |  |  |                |                |                |

### Bán kết khu vực
Ở bán kết khu vực, bốn đội thuộc khu vực Tây Á (Bảng A–C) sẽ thi đấu hai lượt trận và bốn đội thuộc khu vực Đông Nam Á (Bảng F–H) sẽ thi đấu một lượt trận. Các trận đấu và thứ tự các lượt đấu được xác định thông qua bốc thăm vòng bảng và danh tính đội nhì bảng có thành tích tốt nhất.
| Đội 1    | TTS         | Đội 2       | Lượt đi | Lượt về      |
| -------- | ----------- | ----------- | ------- | ------------ |
| Al-Riffa | 2–4         | Al-Nahda    | 1–1     | 1–3 (s.h.p.) |
| Al-Ahed  | 1–1 (4–2 p) | Al-Kahrabaa | 0–1     | 1–0 (s.h.p.) |

| Đội 1                  | Tỉ số | Đội 2            |
| ---------------------- | ----- | ---------------- |
| Macarthur              | 3–0   | Sabah            |
| Central Coast Mariners | 4–0   | Phnom Penh Crown |

### Chung kết khu vực
Ở chung kết khu vực, hai đội thắng hai cặp bán kết khu vực Tây Á sẽ đối đầu với nhau, thứ tự các lượt đấu được xác định thông qua bốc thăm. Hai đội thắng hai cặp bán kết khu vực Đông Nam Á sẽ đối đầu với nhau, đội chủ nhà được xác định thông qua bốc thăm. Đội thắng chung kết khu vực Tây Á sẽ lọt vào chung kết tổng, còn đội thắng chung kết khu vực Đông Nam Á sẽ lọt vào bán kết liên khu vực.
| Đội 1   | TTS | Đội 2    | Lượt đi | Lượt về |
| ------- | --- | -------- | ------- | ------- |
| Al-Ahed | 3–2 | Al-Nahda | 1–0     | 2–2     |

| Đội 1     | Tỉ số | Đội 2                  |
| --------- | ----- | ---------------------- |
| Macarthur | 2–3   | Central Coast Mariners |

### Bán kết liên khu vực
Ở bán kết liên khu vực, bốn đội nhất các khu vực Nam Á (Bảng D), Trung Á (Bảng E), Đông Á (Bảng I) và Đông Nam Á sẽ thi đấu hai lượt trận. Các trận đấu và thứ tự các lượt đấu sẽ được xác định bằng hình thức bốc thăm.
| Đội 1                  | TTS | Đội 2            | Lượt đi | Lượt về |
| ---------------------- | --- | ---------------- | ------- | ------- |
| Abdysh-Ata Kant        | 8–1 | Đài Trung Futuro | 5–0     | 3–1     |
| Central Coast Mariners | 4–0 | Odisha           | 4–0     | 0–0     |

### Chung kết liên khu vực
Ở chung kết liên khu vực, hai đội thắng hai cặp bán kết liên khu vực sẽ đối đầu với nhau, thứ tự các lượt đấu được xác định thông qua bốc thăm bán kết liên khu vực. Đội thắng chung kết liên khu vực sẽ lọt vào chung kết tổng.
| Đội 1           | TTS | Đội 2                  | Lượt đi | Lượt về |
| --------------- | --- | ---------------------- | ------- | ------- |
| Abdysh-Ata Kant | 1–4 | Central Coast Mariners | 1–1     | 0–3     |

### Chung kết tổng
Ở trận chung kết tổng, đội thắng chung kết khu vực Tây Á và đội thắng chung kết liên khu vực sẽ đối đầu với nhau, đội chủ nhà là đội thắng chung kết khu vực Tây Á.
| Al-Ahed | 0–1      | Central Coast Mariners |
| ------- | -------- | ---------------------- |
|         | Chi tiết | - Kuol 84'             |

## Cầu thủ ghi bàn hàng đầu
| Hạng | Cầu thủ                | Đội                    | MD1 | MD2 | MD3 | MD4 | MD5 | MD6 | ZSF1 | ZSF2 | ZF1 | ZF2 | ISF1 | ISF2 | IF1 | IF2 | F | Tổng cộng |
| ---- | ---------------------- | ---------------------- | --- | --- | --- | --- | --- | --- | ---- | ---- | --- | --- | ---- | ---- | --- | --- | - | --------- |
| 1    | Marco Túlio            | Central Coast Mariners |     | 3   | 2   | 1   |     | 2   |      |      |     |     |      |      |     |     |   | 8         |
| 2    | Shintaro Shimizu       | Phnom Penh Crown       | 1   | 3   | 2   |     | 1   |     |      |      |     |     |      |      |     |     |   | 7         |
| 3    | Darren Lok             | Sabah                  | 2   | 2   |     | 1   | 1   |     |      |      |     |     |      |      |     |     |   | 6         |
| 3    | Niki Torrão            | CPK                    |     | 2   |     |     |     | 4   |      |      |     |     |      |      |     |     |   | 6         |
| 5    | Ange Kouamé            | Thép Đài Loan          |     | 1   |     | 3   | 1   |     |      |      |     |     |      |      |     |     |   | 5         |
| 5    | Kayrat Zhyrgalbek uulu | Abdysh-Ata Kant        | 1   | 1   |     |     |     | 2   |      |      |     |     | 1    |      |     |     |   | 5         |
| 7    | Ulises Dávila          | Macarthur              |     | 1   |     | 1   |     |     | 1    |      | 1   |     |      |      |     |     |   | 4         |
| 7    | Mikael Doka            | Central Coast Mariners |     |     |     |     |     |     |      |      | 1   |     | 2    |      |     | 1   |   | 4         |
| 7    | Jed Drew               | Macarthur              |     | 1   |     |     |     | 1   | 2    |      |     |     |      |      |     |     |   | 4         |
| 7    | Mourtada Fall          | Odisha                 |     |     | 2   | 1   |     | 1   |      |      |     |     |      |      |     |     |   | 4         |
| 7    | Valère Germain         | Macarthur              | 1   | 2   |     | 1   |     |     |      |      |     |     |      |      |     |     |   | 4         |
| 7    | Hashim Sayed Isa       | Al-Riffa               |     |     | 1   | 1   | 2   |     |      |      |     |     |      |      |     |     |   | 4         |
| 7    | Đorđe Maksimović       | Hougang United         |     | 2   | 1   | 1   |     |     |      |      |     |     |      |      |     |     |   | 4         |
| 7    | Magamed Uzdenov        | Abdysh-Ata Kant        | 1   |     |     |     |     |     |      |      |     |     | 1    | 1    | 1   |     |   | 4         |